# Woodbury County Courthouse
La Woodbury County Courthouse est un palais de justice américain situé à Sioux City, dans le comté de Woodbury, dans l'Iowa. Elle est inscrite au Registre national des lieux historiques depuis le 18 décembre 1973 et est classée National Historic Landmark depuis le 19 juin 1996.